# Summer '68
«Summer '68» és la tercera cançó de l'àlbum Atom Heart Mother del grup britànic de rock progressiu Pink Floyd.

## Composició
El tema fou escrit i compost, i també cantat per Richard Wright. Va ser enregistrat als estudis Abbey Road el mes de juliol de 1970. La lletra descriu la trobada de Wright amb una groupie, i tracta de les gires i el món groupie, i es tracta de Wright demanant a una groupie com se senten sobre el que estan fent:
| «                                    | Tens temps abans de sortir a saludar un altre home? | » |
| — Richard Wright, lletra de la cançó |                                                     |   |

La cançó comença amb una suau i relaxada introducció de piano, i posteriorment, amb la melancòlica veure de Wright, el tema va explicant amb sentit crític sobre l'esforç d'una banda després de tantes gires i tantes groupies que han passat nits senceres esperant conèixer als seus ídols rere l'escenari o fora, en un hotel. En la lletra es pot entendre que és el mateix teclista dels Pink Floyd qui pregunta a una d'elles què sent ella, sobre el que estan apunt de fer. Wright li dona a entendre a la noia que després de les sis hores de suposat amor, ell agafarà les maletes i se n'anirà a una altra ciutat amb els seus amics i podria ser, que hi trobi altres noies assedegades de rock com ella.
A més, Wright fa una crítica sobre l'estil de vida dels roquers en aquella època, on tot era excessos, descontrol i passar-ho bé, sense entendre la paraula moderació ni donar-se compte que la vida a vegades passa factura al final del camí.

## Edició
A part d'aparèixer a la segona cara de l'àlbum, la cançó va formar part d'un senzill editat l'any 1971, al Japó, en el que a la cara A hi trobem la cançó Julia Dream, i Summer '68 a la cara B.

## Crèdits
- Richard Wright - veu, piano i orgue Hammond
- Roger Waters - baix
- David Gilmour - guitarra acústica
- Nick Mason - bateria
- Abbey Road Session Pops Orchestra - orquestra